# Anton Six
 (octobre 2018).
Si vous disposez d'ouvrages ou d'articles de référence ou si vous connaissez des sites web de qualité traitant du thème abordé ici, merci de compléter l'article en donnant les références utiles à sa vérifiabilité et en les liant à la section « Notes et références ».
Anton Six est un album de bande dessinée dessinée par Arno sur un scénario de José-Louis Bocquet.
Il évoque dans le contexte peu connu des derniers combats entre armée allemande et armée rouge après 1945, une histoire d'amour sur fond d'espionnage. L'album a pour titre le nom du personnage principal, un jeune Juif chargé d'une mission secrète en Ukraine dans l'immédiat après-guerre.
Il met également en scène plusieurs rescapés d'anciennes divisions SS : le Belge Léon Lacour  de la SS Freiwilligen-Grenadier 28e division SS Wallonie, le Finlandais Einar Tuomikoski de la 5e Panzerdivision  SS Wiking, l'Allemand Otto Möller de la 10e Panzerdivision SS Frundsberg… Tous sont des "stay-behind" (agents clandestins) ayant rejoint un groupe de Werwölfe baptisé "Edelweiss Piraten", que commande l'Allemand Hans Joachim Koch.

## Analyse
Un an après sa parution, l'album se voit complété par un recueil de dessins et de textes supplémentaires portant sur les principaux protagonistes, qui paraît sous le titre Kriegspiel en 1988 chez Alpen Publisher. Ensuite les deux sont réunis en un seul volume plus luxueux avec jaquette intitulé Kriegspiel, le jeu de la guerre, aux éditions la Sirène (1992).
Le complément illustré apporte un jour nouveau sur l'intrigue et dévoile l'étendue des recherches documentaires faites par le scénariste. Les personnes réelles et les personnages fictifs se mêlent de manière à semer la confusion sur l'existence et la réalité des Werwölfe, dont l'existence est niée par plusieurs historiens.

## Personnages
- Léon Lacour : SS belge, membre des Werwolf.
- Hans Joachim Koch : hauptsturmführer (capitaine) SS des Werwolf. Il meurt le 5 mars 1946.
- Vassili Mirzeny : Ukrainien commandant une unité de l'U.P.A.
- Edelweiss Piraten : commandos de Werwolfs dirigé par Koch opérant en Pologne. La dizaine de groupes composant ce commando n'a jamais dépassé les 300 combattants. Après la mort de leur chef, certains poursuivent leur action jusqu'en 1948.

## Publication

### Éditeurs
- Albin Michel (1987)  (ISBN 2-226-02971-0)

### Périodiques
- L'Écho des savanes (prépublication)